# 特朗普總是臨陣退縮
特朗普總是臨陣退縮（簡稱TACO），又稱TACO交易，是2025年5月在美國政界與金融市場中流行起來的縮寫詞。這個說法源於分析者認定特朗普政府在推行解放日關稅期間的行為模式，其指出特朗普常對外揚言加徵關稅，但事後卻一再延遲執行，以便爭取更多談判時間，同時讓市場有機會反彈。

## 詞源
「特朗普總是臨陣退縮」這個說法最早由英國《金融時報》記者羅伯特·阿姆斯特朗於2025年5月2日的評論文章中提出。該文屬於《Unhedged》系列專欄之一，內容聚焦於關稅政策對美國市場的影響。阿姆斯特朗在文中指出，市場正逐漸察覺到，美國政府對於市場與經濟壓力的容忍度有限，一旦關稅帶來負面衝擊，政府往往會迅速退縮。他將這種現象稱為「TACO理論」，即「特朗普總是臨陣退縮」，缩写在英语中的读法和写法近似于墨西哥夹饼。

## 例子
《金融時報》記者凱蒂·馬丁曾列出三個近期例子，說明所謂「TACO因素」——即特朗普因應市場反應而臨時改變立場。第一個例子是他在「解放日」宣佈大幅加徵關稅，但一星期後就擱置該措施；第二個是他曾一度要求解除聯儲局主席傑羅姆·鮑威爾的職務，卻很快與該建議保持距離；第三個例子則是在5月的中美貿易談判中，美方承諾會撤回部分對中華人民共和國的關稅。另一個例子是，特朗普原擬對歐盟進口商品徵收50%關稅，但其後決定將計劃推遲至7月9日實施，這項延遲隨即帶動歐洲市場回升。
NBC新聞記者香農·佩蒂皮斯亦列舉多達十宗特朗普曾宣佈或已施行、後來卻自行退縮的關稅措施，包括：針對歐盟、葡萄酒、加拿大與墨西哥、電影、報復性關稅、中華人民共和國、iPhone、哥倫比亞、玩偶及汽車等。

## 反應

### 政界與經濟界
2025年5月28日，美國總統當勞·特朗普在署理司法部長的宣誓儀式上，被記者問到他對「TACO」這個詞的看法。他否認有相關行為，並強調「這叫談判」。他形容該問題是「惡毒的提問」，還補充說：「我通常有相反的問題。有人說我太強硬了」。根據CNN報導指，特朗普當時首次聽聞「TACO」一詞，最初還以為記者在罵他是「懦夫（chicken）」。
同日，美國國際貿易法院裁定特朗普引用《國際緊急經濟權力法》實施關稅屬越權，並撤銷與此法案有關的所有關稅。加利福尼亞州州長加文·紐森對此諷刺表示：「今天真是下taco雨了。」
在接受《路透社》訪問時，英國投資銀行Panmure Liberum策略主管約阿希姆·克萊門特就特朗普於5月30日宣佈調高鋼鐵及鋁關稅一事表示：「隨着所謂TACO貿易在網上愈炒愈熱，特朗普很可能為了面子堅持高關稅，這種情況令人擔憂。」
到了6月3日塔可星期二，民主黨全國委員會在共和黨全國總部外擺放一輛租來的玉米餅餐車，車身印有特朗普穿著雞裝的圖片，向途人免費派發玉米餅（Taco），藉此批評他的貿易政策。他們形容這是「一種有效方式，喚起公眾對特朗普政策的關注」，並指其關稅策略是在「玩弄工薪家庭的飯碗」。
美國副總統J·D·萬斯其後批評民主黨此舉「低級可笑」，但民主黨反擊，形容他是「美國史上最尷尬的副總統」，並警告他支持的《大而美法案》「最終可能令更多人失去糊口」。

### 傳媒

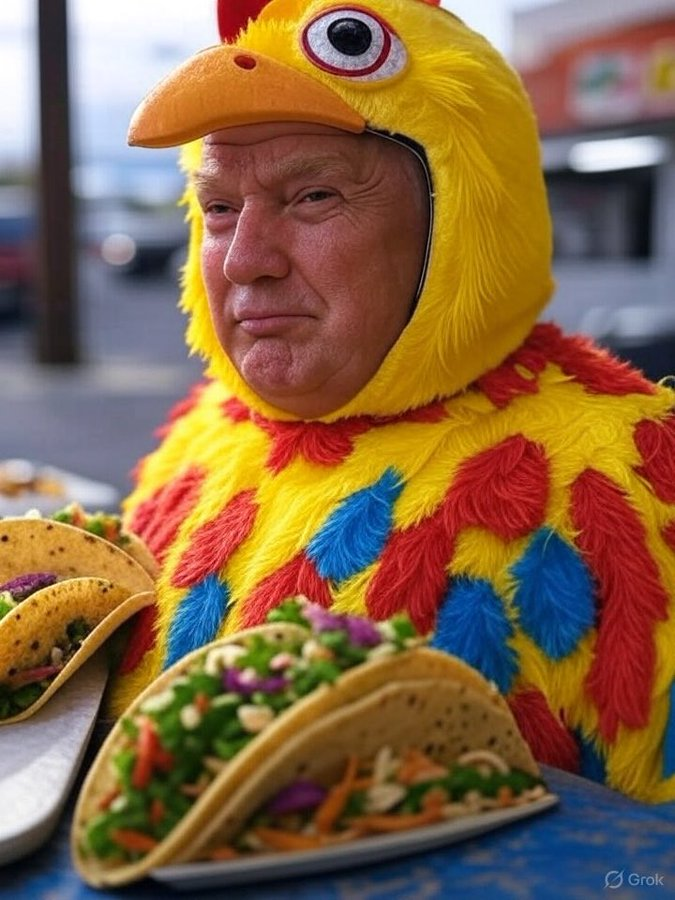
網上流傳的AI生成迷因圖片

幾乎在他作出回應後，「TACO」一詞即在網絡上掀起一波迷因熱潮，許多內容直接引用「特朗普總是臨陣退縮」一語，並透過生成式人工智能製作出大量惡搞特朗普的圖像與影片，惡搞特朗普在各種荒謬情境中「臨陣退縮」的模樣

。大量政治漫畫隨之湧現，嘲諷特朗普對此綽號的反應，當中常見以雙關語或誇張描繪他與俄羅斯總統弗拉基米爾·普京的形象作為素材。
「TACO」一詞亦成為國際媒體關注焦點，並被翻譯成多國語言，包括愛沙尼亞語、法語、德語、挪威語、斯洛文尼亞語、以及西班牙語等。
在《觀點》節目上，主持人胡比·高拔、喬伊·貝哈爾及安娜·納瓦羅亦公開讚賞「TACO」這個說法。納瓦羅分析其走紅原因時表示：「一個綽號若要傳開，背後必須有真相——而這個正是如此。他的貿易政策飄忽不定、反反覆覆……同時也要能刺痛對方，而顯然這個綽號就做到這點。」主持人莎拉·海恩斯則提到，特朗普本人素來喜歡為他不滿的人起侮辱性綽號。納瓦羅更形容「TACO」熱潮是對特朗普早年行徑的「報應」，例如他在第二任期初期曾強迫媒體將墨西哥灣改稱「美國灣」，又因美聯社拒絕配合而禁止該社記者出席白宮記者會。。